# Einar A. Wihma
Einar A. Wihma, finski general, * 1893, † 1944.